# جيمي هيلمز
جيمي هيلمز (بالإنجليزية: Jimmy Helms)‏ هو مغني ومغن مؤلف أمريكي، ولد في 27 سبتمبر 1941 في فلوريدا في الولايات المتحدة.

## وصلات خارجية
- جيمي هيلمز على موقع ميوزك برينز (الإنجليزية)
- جيمي هيلمز على موقع ديسكوغز (الإنجليزية)